# Marie Oldekop
Marie Oldekop (* 25. Mai 1883 auf Gut Grünhorst; † 12. Juli 1971 in Preetz) war eine deutsche Malerin.

## Leben

### Familie
Marie Oldekop war die Tochter des Gutsbesitzers Henning Oldekop und dessen Ehefrau Karoline Christine Marie Grotkopp-Davidsen, geborene Grotkopp (* 4. März 1855 auf Gut Uhlenhorst bei Dänischenhagen; † 11. Dezember 1930 in Kiel). Ihr Bruder war der spätere Admiral Iwan Oldekop und ihr Großvater der Jurist Theodor Oldekop.
1936 war sie in Kiel mit der Anschrift Prüne 1 und 1958 mit der Hamburger Straße 25 in Plön verzeichnet. Sie blieb unverheiratet.

### Werdegang
Marie Oldekop war in der Zeit von 1908 bis 1911 eine Schülerin in der Malschule von Georg Burmester in Kiel. Sie setzte ihre Ausbildung während der Winter von 1912 bis 1914 in Berlin unter anderem bei dem Landschafts-, Genre- und Porträtmaler Ernst Bischoff-Culm und Dora Hitz sowie bei George Mosson fort. 1915 ging sie dann an die Malschule von Lothar von Kunowski nach Düsseldorf.

### Künstlerisches Wirken
Marie Oldekop war als freischaffende Stillleben- und Landschaftsmalerin in Kiel tätig und stellte in den Jahren von 1917 bis 1919 auf den Ausstellungen des Schleswig-Holsteinischen Kunstvereins aus, dazu nahm sie in den darauffolgenden Jahren an verschiedenen weiteren Ausstellungen teil.
Weiterhin fertigte sie auch verschiedene Batikarbeiten.

## Ausstellungen
- 1926: Große Herbstausstellung der Schleswig-Holstein-Künstler in Kiel.
- 1937: Kunstschaffen in Kiel.
- 1948: Kunstausstellung in Plön.

## Werke (Auswahl)
- Blumenstrauß (1930), Kurklinik Aukrug.
- Bauernhaus (1933), Landesversicherungsanstalt Kiel.